# War Powers Resolution
Die War Powers Resolution ist ein Gesetz der Vereinigten Staaten, das den Einsatz bewaffneter Streitkräfte durch den Präsidenten regelt.
Es ist mit dem deutschen Parlamentsbeteiligungsgesetz vergleichbar.

## Entstehung und Zweck
Gemäß der Verfassung der Vereinigten Staaten hat der Kongress das Recht den Krieg zu erklären (Artikel I, Absatz 8) und der US-Präsident ist Oberbefehlshaber der Streitkräfte (Artikel II, Absatz 2). Unklar ist daher, in welchem Umfang der Präsident als Oberbefehlshaber das Recht hat, Streitkräfte  in bewaffneten Konflikten ohne Zustimmung des Kongress einzusetzen.
Hintergrund der War Powers Resolution war die unklare Verfassungslage beim Einsatz von bewaffneten Streitkräften im Korea- und Vietnamkrieg. Im Fall des Koreakrieges gab es weder eine formale Kriegserklärung noch eine Resolution des Kongress, die dem Einsatz zustimmte. Nach dem Tonkin-Zwischenfall, einem nordvietnamesischen Schnellboot-Angriff auf einen amerikanischen Zerstörer im Golf von Tonkin 1964, verabschiedete der Kongress eine Resolution, die den Einsatz von Streitkräften in Vietnam unterstützte. Es handelte sich aber nicht um eine formale Kriegserklärung, sondern um eine Veröffentlichung als Gesetz.
1973 wurde die War Powers Resolution mit Zweidrittelmehrheit vom Kongress verabschiedet, nach einem Veto von Präsident Nixon. Ziel war es, die zukünftige Mitwirkung des Kongresses beim Einsatz bewaffneter Streitkräfte sicherzustellen.

## Inhalt
Das Gesetz besteht aus zehn Abschnitten und diversen Unterabschnitten.
In Abschnitt 2 des Gesetzes ist definiert, dass der Präsident und der Kongress gemeinsam für den Eintritt in eine bewaffnete Handlung der Streitkräfte verantwortlich sind. Der Präsident darf das Recht der Entsendung von Soldaten in einen Krieg ohne Mitwirkung des Kongresses nur gemäß einer Kriegserklärung, auf Grund eines Gesetzes oder eines nationalen Notfalles befehlen, der einen Angriff auf die Vereinigten Staaten, ihrer Territorien oder Besitztümern oder ihrer Streitkräfte darstellt. Jedoch muss er innerhalb von 48 Stunden in jedem Fall den Kongress konsultieren (Abschnitt 3).
Auch hat er im Fall der Aufstockung von Truppen und Ausrüstung zur Vorbereitung einer Kampfhandlung in einem ausländischen Staat binnen 48 Stunden den Sprecher des Repräsentantenhauses und den Präsidenten pro tempore des Senates über die Notwendigkeit, die verfassungsgemäße oder gesetzliche Vollmacht, auf die er sich beruft und über den geplanten Umfang und die Dauer schriftlich zu informieren (Abschnitt 4). Zusätzlich hat der Kongress das Recht, ständig über den Verlauf durch den Präsidenten informiert zu werden.
60 Tage, nachdem der Präsident den Kongress schriftlich informiert hat, muss er den Einsatz der Streitkräfte beenden, außer der Kongress hat den Krieg erklärt oder eine spezielle Ermächtigung verabschiedet. Gleiches gilt, wenn ein Gesetz den Einsatz über die 60-Tage-Grenze hinaus verlangt oder der Kongress wegen eines Angriffs auf die Vereinigten Staaten nicht zusammentreten kann (Abschnitt 5).
Der Präsident hat allerdings nach Ablauf der 60-Tage-Frist 30 Tage Zeit für den Abzug. Unter besonderen Umständen kann die Zustimmung auch erst nach 90 Tagen zur Pflicht werden.

## Rechtsprechung des Supreme Court
Im Jahr 1983 entschied der Supreme Court, dass das Vetorecht des Kongresses, das in Abschnitt 5c niedergeschrieben war, der Verfassung widerspreche. In diesem Abschnitt war festgelegt, dass der Kongress bei einer fehlenden Kriegserklärung zu jedem Zeitpunkt mit einfacher Mehrheit eine Resolution verabschieden konnte, in der der Präsident gezwungen wurde, die Streitkräfte zurückzubeordern. Diese Entscheidung betraf nicht unmittelbar die War Powers Resolution, sie galt vielmehr für alle Eingriffe des Kongresses in Aufgaben des Präsidenten, die diesem verfassungsgemäß übertragen wurden. Das widerspricht damit nicht der Regelung, dass der Kongress nach 60 Tagen über den Einsatz von US-Truppen zu befinden hat.

## Autorisierung durch die UN
Präsidenten haben bisweilen angeführt, sie seien durch eine Resolution des Sicherheitsrates hinreichend autorisiert, Streitkräfte einzusetzen und seien deshalb nicht auf eine Resolution des Kongress angewiesen. Allerdings ist dieses Argument zweifelhaft, da das Völkerrecht nicht in die inneren Entscheidungsmechanismen eines Staates eingreift.

## Wirkung derWar Powers Resolution
Rückblickend betrachtet ist fraglich, ob die Resolution zu einer Eingrenzung präsidialer Kompetenzen führte, da das Gesetz unpräzise formuliert ist. Die Verfassungsmäßigkeit des Gesetzes ist umstritten. Da allerdings der Kongress die finanziellen Mittel für das Militär bereitstellt („power of the purse“) kann er mittelbar auch die Einstellung militärischer Kampfhandlungen verlangen. 2008 schlug eine Kommission unter Leitung der früheren Außenminister James Baker und Warren Christopher eine Reform der War Powers Resolution vor. Der Vorschlag sieht vor, die verfassungsrechtliche Frage, ob der Präsident Streitkräfte ohne Kriegserklärung einsetzen darf, unberührt zu lassen. Der Kongress soll aber dem Vorschlag zufolge besser über Kampfhandlungen informiert und die Kommunikation zwischen Legislative und Exekutive verbessert werden.

## Beispiele für militärische Einsätze ohne formale Kriegserklärung
Präsidenten haben in der Vergangenheit die Streitkräfte ohne formale Kriegserklärung, aber zum Teil mit Unterstützung des Kongress durch eine Resolution eingesetzt.
- Thomas Jefferson schickte zwischen 1801 und 1805 die Flotte gegen Piraten in Marokko, Algerien und Tunesien (Erster Barbareskenkrieg)
- Abraham Lincoln führte 1861 eine militärische Blockade des Südens durch (siehe Sezessionskrieg)
- Harry S. Truman entsandte am 25. Juni 1950 auf südkoreanischen Wunsch hin Truppen nach Korea, ohne Einwilligung des Kongresses, aber mit nachgereichtem UNO-Mandat (Koreakrieg)
- John F. Kennedy entsandte 1961 Militärbeobachter nach Vietnam und ordnete 1962 eine Blockade Kubas an (siehe Kubakrise)
- Lyndon B. Johnson kommandierte nach dem Tonkin-Zwischenfall 1964 (mit Unterstützung des Kongresses, aber ohne offizielle Kriegserklärung) US-Truppen nach Vietnam
- Richard Nixon ließ 1970 Kambodscha und Laos bombardieren (siehe Invasionen in Kambodscha und Laos)
- Ronald Reagan intervenierte in Grenada am 25. Oktober 1983 (Operation Urgent Fury)
- George H. W. Bush intervenierte in Panama im Dezember 1989 (Operation Just Cause)
- George H.W. Bush führte den Zweiten Golfkrieg, allerdings unterstützt durch eine Resolution des US-Kongress[4] im Vernehmen mit einer Resolution des Sicherheitsrates der UN, 1991
- George H.W. Bush schickte im Dezember 1992 Streitkräfte zur Umsetzung UN-Mandates Truppen nach Somalia (UNOSOM II)
- Bill Clinton intervenierte im Kosovo 1999, ohne Resolution des Kongress (Kosovokrieg)
- George W. Bush schickte Streitkräfte nach Afghanistan, mit Unterstützung durch eine Resolution des Kongress und gedeckt durch eine UNO-Resolution, 2001 (Afghanistankrieg)
- Beide Häuser des US-Kongresses verabschiedeten am 16. Oktober 2002 eine Resolution, die George W. Bush dazu autorisierte, die US-Streitkräfte gegen den Irak einzusetzen. George W. Bush ließ den Irakkrieg am 20. März 2003 beginnen und erklärte ihn am 1. Mai 2003 für beendet[5]
- Barack Obama befahl im März 2011 die Teilnahme der US Air Force am (durch die UN-Resolution 1973 legitimierten) Internationalen Militäreinsatz in Libyen, ohne Resolution des Kongresses
- Donald Trump ließ am 7. April 2017 Marschflugkörper auf einen syrischen Militärflugplatz feuern.[6]
- Trump ließ am 22. Juni 2025 das iranische Atomprogramm durch Luftangriffe zerstören (Operation Midnight Hammer).[7]